# Società Sportiva Maceratese 1967-1968
Questa voce raccoglie le informazioni riguardanti la Società Sportiva Maceratese nelle competizioni ufficiali della stagione 1967-1968.

## Rosa
| N. |                   | Ruolo | Calciatore           |
| -- | ----------------- | ----- | -------------------- |
|    | Italia (bandiera) | C     | Oreste Alessandrini  |
|    | Italia (bandiera) | A     | Stelvio Attili       |
|    | Italia (bandiera) | D     | Enzo Berzaghi        |
|    | Italia (bandiera) | A     | Alessandro Capponi   |
|    | Italia (bandiera) | D     | Giuseppe Ciappelloni |
|    | Italia (bandiera) | A     | Giovanni Cicarelli   |
|    | Italia (bandiera) | C     | Italo Del Negro      |
|    | Italia (bandiera) | D     | Ennio Feresin        |
|    | Italia (bandiera) | A     | Pierluigi Galli      |
|    | Italia (bandiera) | P     | Gianni Gennari       |
|    | Italia (bandiera) | A     | Enzo Gerardi         |

| N. |                   | Ruolo | Calciatore          |
| -- | ----------------- | ----- | ------------------- |
|    | Italia (bandiera) | A     | Silvio Gianassi     |
|    | Italia (bandiera) | D     | Gastone Marchi      |
|    | Italia (bandiera) | P     | Gabriele Menozzi    |
|    | Italia (bandiera) | C     | Enrico Montemarani  |
|    | Italia (bandiera) | D     | Alessio Olivieri    |
|    | Italia (bandiera) | C     | Alberto Prenna      |
|    | Italia (bandiera) | D     | Giuseppe Rega (cap) |
|    | Italia (bandiera) |       | Reinini             |
|    | Italia (bandiera) | A     | Gianni Reversi      |
|    | Italia (bandiera) | C     | Fausto Vicino       |
|    | Italia (bandiera) | C     | Gianni Zengarini    |